# Hakan Balta
Hakan Kadir Balta, född 23 mars 1983 i Berlin, är en turkisk före detta fotbollsspelare som spelade i det turkiska storlaget Galatasaray mellan 2007 och 2018 som vänsterback. Balta var en viktig spelare i det framgångsrika turkiska laget i EM 2008.

## Meriter
Galatasaray
- Süper Lig: 2008, 2012, 2013, 2015, 2018
- Turkiska Cupen: 2014, 2015, 2016
- Turkiska Supercupen: 2008, 2012, 2013, 2015, 2016